# Rumuńskie odznaczenia
| Republika (od 1989)                         | Republika (od 1989) |
| ------------------------------------------- | --- |
| Odznaczenia państwowe                       | |
| Baretka                                     | Nazwa |
|                                             | Łańcuch Orderu Gwiazdy Rumunii – wz. 1999                                                                                      |
|                                             | Krzyż Wielki Orderu Gwiazdy Rumunii – wz. 1999                                                                                 |
|                                             | Wielki Oficer Orderu Gwiazdy Rumunii – wz. 1999                                                                                |
|                                             | Komandor Orderu Gwiazdy Rumunii – wz. 1999                                                                                     |
|                                             | Oficer Orderu Gwiazdy Rumunii – wz. 1999                                                                                       |
|                                             | Kawaler Orderu Gwiazdy Rumunii – wz. 1999                                                                                      |
|                                             | Krzyż Wielki Orderu Gwiazdy Rumunii – wojenny, od 1999                                                                         |
|                                             | Wielki Oficer Orderu Gwiazdy Rumunii – wojenny, wz. 1999                                                                       |
|                                             | Komandor Orderu Gwiazdy Rumunii – wojenny, wz. 1999                                                                            |
|                                             | Oficer Orderu Gwiazdy Rumunii – wojenny, wz. 1999                                                                              |
|                                             | Kawaler Orderu Gwiazdy Rumunii – wojenny, wz. 1999                                                                             |
|                                             | Order Michała Walecznego I Klasy – wz. 2000                                                                                    |
|                                             | Order Michała Walecznego II Klasy – wz. 2000                                                                                   |
|                                             | Order Michała Walecznego III Klasy – wz. 2000                                                                                  |
|                                             | Krzyż Wielki Orderu Wiernej Służby – wz. 2000                                                                                  |
|                                             | Wielki Oficer Orderu Wiernej Służby – wz. 2000                                                                                 |
|                                             | Komandor Orderu Wiernej Służby – wz. 2000                                                                                      |
|                                             | Oficer Orderu Wiernej Służby – wz. 2000                                                                                        |
|                                             | Kawaler Orderu Wiernej Służby – wz. 2000                                                                                       |
|                                             | Krzyż Wiernej Służby – wz. 2000                                                                                                |
|                                             | Medal Wiernej Służby – wz. 2000                                                                                                |
|                                             | Krzyż Wielki Orderu Wiernej Służby – wojenny, od 2000                                                                          |
|                                             | Wielki Oficer Orderu Wiernej Służby – wojenny, od 2000                                                                         |
|                                             | Komandor Orderu Wiernej Służby – wojenny, od 2000                                                                              |
|                                             | Oficer Orderu Wiernej Służby – wojenny, od 2000                                                                                |
|                                             | Kawaler Orderu Wiernej Służby – wojenny, od 2000                                                                               |
|                                             | Krzyż Wiernej Służby – wojenny, od 2000                                                                                        |
|                                             | Medal Wiernej Służby – wojenny, od 2000                                                                                        |
|                                             | Krzyż Wielki Orderu Zasługi – wz. 2000                                                                                         |
|                                             | Wielki Oficer Orderu Zasługi – wz. 2000                                                                                        |
|                                             | Komandor Orderu Zasługi – wz. 2000                                                                                             |
|                                             | Oficer Orderu Zasługi – wz. 2000                                                                                               |
|                                             | Kawaler Orderu Zasługi – wz. 2000                                                                                              |
|                                             | Krzyż Wielki Orderu Zasługi – wojenny, wz. 2000                                                                                |
|                                             | Wielki Oficer Orderu Zasługi – wojenny, wz. 2000                                                                               |
|                                             | Komandor Orderu Zasługi – wojenny, wz. 2000                                                                                    |
|                                             | Oficer Orderu Zasługi – wojenny, wz. 2000                                                                                      |
|                                             | Kawaler Orderu Zasługi – wojenny, wz. 2000                                                                                     |
|                                             | Medal Zasługi – wz. 2000 |
|                                             | Medal Zasługi – wojenny, wz. 2000                                                                                              |
|                                             | Order Zasługi Rolniczej; Wielki Oficer – wz. 2004                                                                              |
|                                             | Order Zasługi Rolniczej; Komandor – wz. 2004                                                                                   |
|                                             | Order Zasługi Rolniczej; Oficer – wz. 2004                                                                                     |
|                                             | Order Zasługi Rolniczej; Kawaler – wz. 2004                                                                                    |
|                                             | Medal Zasługi Rolniczej – wz. 2004                                                                                             |
|                                             | Order Zasługi Kulturalnej; Kategoria A – Literatura; Wielki Oficer – wz. 2003.                                                 |
|                                             | Order Zasługi Kulturalnej; Kategoria A – Literatura; Komandor – wz. 2003                                                       |
|                                             | Order Zasługi Kulturalnej; Kategoria A – Literatura; Oficer – wz. 2003                                                         |
|                                             | Order Zasługi Kulturalnej; Kategoria A – Literatura; Kawaler – wz. 2003                                                        |
|                                             | Medal Zasługi Kulturalnej; Kategoria A – Literatura – wz. 2003                                                                 |
|                                             | Order Zasługi Kulturalnej; Kategoria B – Muzyka; Wielki Oficer – wz. 2003                                                      |
|                                             | Order Zasługi Kulturalnej; Kategoria B – Muzyka; Komandor – wz. 2003                                                           |
|                                             | Order Zasługi Kulturalnej; Kategoria B – Muzyka; Oficer – wz. 2003                                                             |
|                                             | Order Zasługi Kulturalnej; Kategoria B – Muzyka; Kawaler – wz. 2003                                                            |
|                                             | Medal Zasługi Kulturalnej; Kategoria B – Muzyka – wz. 2003                                                                     |
|                                             | Order Zasługi Kulturalnej; Kategoria C – Sztuki piękne; Wielki Oficer – wz. 2003                                               |
|                                             | Order Zasługi Kulturalnej; Kategoria C – Sztuki piękne; Komandor – wz. 2003                                                    |
|                                             | Order Zasługi Kulturalnej; Kategoria C – Sztuki piękne; Oficer – wz. 2003                                                      |
|                                             | Order Zasługi Kulturalnej; Kategoria C – Sztuki piękne; Kawaler – wz. 2003                                                     |
|                                             | Medal Zasługi Kulturalnej; Kategoria C – Sztuki piękne – wz. 2003                                                              |
|                                             | Order Zasługi Kulturalnej; Kategoria D – Sztuki sceniczne; Wielki Oficer – wz. 2003                                            |
|                                             | Order Zasługi Kulturalnej; Kategoria D – Sztuki sceniczne; Komandor – wz. 2003                                                 |
|                                             | Order Zasługi Kulturalnej; Kategoria D – Sztuki sceniczne; Oficer – wz. 2003                                                   |
|                                             | Order Zasługi Kulturalnej; Kategoria D – Sztuki sceniczne; Kawaler – wz. 2003                                                  |
|                                             | Medal Zasługi Kulturalnej; Kategoria D – Sztuki sceniczne – wz. 2003                                                           |
|                                             | Order Zasługi Kulturalnej; Kategoria E – Narodowe dziedzictwo kulturowe; Wielki Oficer – wz. 2003                              |
|                                             | Order Zasługi Kulturalnej; Kategoria E – Narodowe dziedzictwo kulturowe; Komandor – wz. 2003                                   |
|                                             | Order Zasługi Kulturalnej; Kategoria E – Narodowe dziedzictwo kulturowe; Oficer – wz. 2003                                     |
|                                             | Order Zasługi Kulturalnej; Kategoria E – Narodowe dziedzictwo kulturowe; Kawaler – wz. 2003                                    |
|                                             | Medal Zasługi Kulturalnej; Kategoria E – Narodowe dziedzictwo kulturowe – wz. 2003                                             |
|                                             | Order Zasługi Kulturalnej; Kategoria F – Promocja kultury; Wielki Oficer – wz. 2003                                            |
|                                             | Order Zasługi Kulturalnej; Kategoria F – Promocja kultury; Komandor – wz. 2003                                                 |
|                                             | Order Zasługi Kulturalnej; Kategoria F – Promocja kultury; Oficer – wz. 2003                                                   |
|                                             | Order Zasługi Kulturalnej; Kategoria F – Promocja kultury; Kawaler – wz. 2003                                                  |
|                                             | Medal Zasługi Kulturalnej; Kategoria F – Promocja kultury – wz. 2003                                                           |
|                                             | Order Zasługi Kulturalnej; Kategoria G – Kulty; Wielki Oficer – wz. 2003                                                       |
|                                             | Order Zasługi Kulturalnej; Kategoria G – Kulty; Komandor – wz. 2003                                                            |
|                                             | Order Zasługi Kulturalnej; Kategoria G – Kulty; Oficer – wz. 2003                                                              |
|                                             | Order Zasługi Kulturalnej; Kategoria G – Kulty; Kawaler – wz. 2003                                                             |
|                                             | Medal Zasługi Kulturalnej; Kategoria G – Kulty – wz. 2003                                                                      |
|                                             | Order Zasługi Kulturalnej; Kategoria H – Badania naukowe; Wielki Oficer – wz. 2003                                             |
|                                             | Order Zasługi Kulturalnej; Kategoria H – Badania naukowe; Komandor – wz. 2003                                                  |
|                                             | Order Zasługi Kulturalnej; Kategoria H – Badania naukowe; Oficer – wz. 2003                                                    |
|                                             | Order Zasługi Kulturalnej; Kategoria H – Badania naukowe; Kawaler – wz. 2003                                                   |
|                                             | Medal Zasługi Kulturalnej; Kategoria H – Badania naukowe – wz. 2003                                                            |
|                                             | Order Zasługi Kulturalnej; Kategoria I – Architektura; Wielki Oficer – wz. 2003                                                |
|                                             | Order Zasługi Kulturalnej; Kategoria I – Architektura; Komandor – wz. 2003                                                     |
|                                             | Order Zasługi Kulturalnej; Kategoria I – Architektura; Oficer – wz. 2003                                                       |
|                                             | Order Zasługi Kulturalnej; Kategoria I – Architektura; Kawaler – wz. 2003                                                      |
|                                             | Medal Zasługi Kulturalnej; Kategoria I – Architektura – wz. 2003                                                               |
|                                             | Order Zasługi Przemysłowej i Handlowej; Wielki Oficer – wz. 2004                                                               |
|                                             | Order Zasługi Przemysłowej i Handlowej; Komandor – wz. 2004                                                                    |
|                                             | Order Zasługi Przemysłowej i Handlowej; Oficer – wz. 2004                                                                      |
|                                             | Order Zasługi Przemysłowej i Handlowej; Kawaler – wz. 2004                                                                     |
|                                             | Medal Zasługi Przemysłowej i Handlowej – wz. 2004                                                                              |
|                                             | Order Zasługi Edukacyjnej; Wielki Oficer – wz. 2004                                                                            |
|                                             | Order Zasługi Edukacyjnej; Komandor – wz. 2004                                                                                 |
|                                             | Order Zasługi Edukacyjnej; Oficer – wz. 2004                                                                                   |
|                                             | Order Zasługi Edukacyjnej; Kawaler – wz. 2004                                                                                  |
|                                             | Medal Zasługi Edukacyjnej – wz. 2004                                                                                           |
|                                             | Order Zasługi Sanitarnej; Wielki Oficer – wz. 2004                                                                             |
|                                             | Order Zasługi Sanitarnej; Komandor – wz. 2004                                                                                  |
|                                             | Order Zasługi Sanitarnej; Oficer – wz. 2004                                                                                    |
|                                             | Order Zasługi Sanitarnej; Kawaler – wz. 2004                                                                                   |
|                                             | Order Zasługi Sanitarnej; Wielki Oficer – wojenny, wz. 2004                                                                    |
|                                             | Order Zasługi Sanitarnej; Komandor – wojenny, wz. 2004                                                                         |
|                                             | Order Zasługi Sanitarnej; Oficer – wojenny, wz. 2004                                                                           |
|                                             | Order Zasługi Sanitarnej; Kawaler – wojenny, wz. 2004                                                                          |
|                                             | Medal Zasługi Sanitarnej – wz. 2004                                                                                            |
|                                             | Medal Zasługi Sanitarnej – wojenny, wz. 2004                                                                                   |
|                                             | Order Zasługi dla Szerzenia Praw Człowieka i Zaangażowania Społecznego; Wielki Oficer – wz. 2020                               |
|                                             | Order Zasługi dla Szerzenia Praw Człowieka i Zaangażowania Społecznego; Komandor – wz. 2020                                    |
|                                             | Order Zasługi dla Szerzenia Praw Człowieka i Zaangażowania Społecznego; Oficer – wz. 2020                                      |
|                                             | Order Zasługi dla Szerzenia Praw Człowieka i Zaangażowania Społecznego; Kawaler – wz. 2020                                     |
|                                             | Order Zasługi Sportowej I Klasy – wz. 2003                                                                                     |
|                                             | Order Zasługi Sportowej II Klasy – wz. 2003                                                                                    |
|                                             | Order Zasługi Sportowej II Klasy nadany dwukrotnie – wz. 2003                                                                  |
|                                             | Order Zasługi Sportowej II Klasy nadany trzykrotnie – wz. 2003                                                                 |
|                                             | Order Zasługi Sportowej III Klasy – wz. 2003                                                                                   |
|                                             | Order Zasługi Sportowej III Klasy nadany dwukrotnie – wz. 2003                                                                 |
|                                             | Order Zasługi Sportowej III Klasy nadany trzykrotnie – wz. 2003                                                                |
|                                             | Medal Zasługi Sportowej – wz. 2003                                                                                             |
|                                             | Medal Zasługi Sportowej I Klasy nadany dwukrotnie – wz. 2003                                                                   |
|                                             | Medal Zasługi Sportowej I Klasy nadany trzykrotnie – wz. 2003                                                                  |
|                                             | Medal Zasługi Sportowej II Klasy nadany dwukrotnie – wz. 2003                                                                  |
|                                             | Medal Zasługi Sportowej II Klasy nadany trzykrotnie – wz. 2003                                                                 |
|                                             | Order Zasługi Dyplomatycznej; Wielki Oficer – wz. 2004                                                                         |
|                                             | Order Zasługi Dyplomatycznej; Komandor – wz. 2004                                                                              |
|                                             | Order Zasługi Dyplomatycznej; Oficer – wz. 2004                                                                                |
|                                             | Order Zasługi Dyplomatycznej; Kawaler – wz. 2004.                                                                              |
|                                             | Medal Zasługi Dyplomatycznej – wz. 2004                                                                                        |
|                                             | Order Cnoty Wojskowej; Wielki Oficer – wz. 2002                                                                                |
|                                             | Order Cnoty Wojskowej; Komandor – wz. 2002                                                                                     |
|                                             | Order Cnoty Wojskowej; Oficer – wz. 2002                                                                                       |
|                                             | Order Cnoty Wojskowej; Kawaler – wz. 2002                                                                                      |
|                                             | Order Cnoty Wojskowej; Wielki Oficer – wojenny, wz. 2002                                                                       |
|                                             | Order Cnoty Wojskowej; Komandor – wojenny, wz. 2002                                                                            |
|                                             | Order Cnoty Wojskowej; Oficer – wojenny, wz. 2002                                                                              |
|                                             | Order Cnoty Wojskowej; Kawaler – wojenny, wz. 2002                                                                             |
|                                             | Medal Cnoty Wojskowej – wz. 2002                                                                                               |
|                                             | Medal Cnoty Wojskowej I Klasy – wojenny, wz. 2002                                                                              |
|                                             | Medal Cnoty Wojskowej II Klasy – wojenny, wz. 2002                                                                             |
|                                             | Order Cnoty Lotniczej; Wielki Oficer – wz. 2002                                                                                |
|                                             | Order Cnoty Lotniczej; Komandor – wz. 2002                                                                                     |
|                                             | Order Cnoty Lotniczej; Oficer – wz. 2002                                                                                       |
|                                             | Order Cnoty Lotniczej; Kawaler – wz. 2002                                                                                      |
|                                             | Order Cnoty Lotniczej; Wielki Oficer – wojenny, wz. 2002                                                                       |
|                                             | Order Cnoty Lotniczej; Komandor – wojenny, wz. 2002                                                                            |
|                                             | Order Cnoty Lotniczej; Oficer – wojenny, wz. 2002                                                                              |
|                                             | Order Cnoty Lotniczej; Kawaler – wojenny, wz. 2002                                                                             |
|                                             | Medal Cnoty Lotniczej – wz. 2002                                                                                               |
|                                             | Medal Cnoty Lotniczej I Klasy – wojenny, wz. 2002                                                                              |
|                                             | Medal Cnoty Lotniczej II Klasy – wojenny, wz. 2002                                                                             |
|                                             | Medal Cnoty Lotniczej III Klasy – wojenny, wz. 2002                                                                            |
|                                             | Order Cnoty Morskiej; Wielki Oficer – wz. 2002                                                                                 |
|                                             | Order Cnoty Morskiej; Komandor – wz. 2002                                                                                      |
|                                             | Order Cnoty Morskiej; Oficer – wz. 2002                                                                                        |
|                                             | Order Cnoty Morskiej; Kawaler – wz. 2002                                                                                       |
|                                             | Order Cnoty Morskiej; Wielki Oficer – wojenny, wz. 2002                                                                        |
|                                             | Order Cnoty Morskiej; Komandor – wojenny, wz. 2002                                                                             |
|                                             | Order Cnoty Morskiej; Oficer – wojenny, wz. 2002                                                                               |
|                                             | Order Cnoty Morskiej; Kawaler – wojenny, wz. 2002                                                                              |
|                                             | Medal Cnoty Morskiej – wz. 2002.                                                                                               |
|                                             | Medal Cnoty Morskiej I Klasy – wojenny, wz. 2002                                                                               |
|                                             | Medal Cnoty Morskiej II Klasy – wojenny, wz. 2002                                                                              |
|                                             | Medal Cnoty Morskiej III Klasy – wojenny, wz. 2002                                                                             |
|                                             | Order Odwagi i Wierności; Wielki Oficer – wz. 2004                                                                             |
|                                             | Order Odwagi i Wierności; Komandor – wz. 2004                                                                                  |
|                                             | Order Odwagi i Wierności; Oficer – wz. 2004                                                                                    |
|                                             | Order Odwagi i Wierności; Kawaler – wz. 2004                                                                                   |
|                                             | Medal Odwagi i Wierności – wz. 2003                                                                                            |
|                                             | Medal Odwagi i Wierności – wojenny, wz. 2003                                                                                   |
|                                             | Odznaka honorowa „Orzeł Rumuński”; Krzyż Wielki – wz. 2004                                                                     |
|                                             | Odznaka honorowa „Orzeł Rumuński”; Wielki Oficer – wz. 2004                                                                    |
|                                             | Odznaka honorowa „Orzeł Rumuński”; Komandor – wz. 2004                                                                         |
|                                             | Odznaka honorowa „Orzeł Rumuński”; Oficer – wz. 2004                                                                           |
|                                             | Odznaka honorowa „Orzeł Rumuński”; Kawaler – wz. 2004                                                                          |
|                                             | 2000-2004: Odznaka Honorowa "W Służbie Armii" od 2004: Odznaka Honorowa "W Służbie Ojczyzny" (oficerska) – za 25 lat służby    |
|                                             | 2000-2004: Odznaka Honorowa "W Służbie Armii" od 2004: Odznaka Honorowa "W Służbie Ojczyzny" (oficerska) – za 20 lat służby    |
|                                             | 2000-2004: Odznaka Honorowa "W Służbie Armii" od 2004: Odznaka Honorowa "W Służbie Ojczyzny" (oficerska) – za 15 lat służby    |
|                                             | 2000-2004: Odznaka Honorowa "W Służbie Armii" od 2004: Odznaka Honorowa "W Służbie Ojczyzny" (nieoficerska) – za 25 lat służby |
|                                             | 2000-2004: Odznaka Honorowa "W Służbie Armii" od 2004: Odznaka Honorowa "W Służbie Ojczyzny" (nieoficerska) – za 20 lat służby |
|                                             | 2000-2004: Odznaka Honorowa "W Służbie Armii" od 2004: Odznaka Honorowa "W Służbie Ojczyzny" (nieoficerska) – za 15 lat służby |
|                                             | Odznaka Honorowa "Zasłużony Pracownik Służby Publicznej"                                                                       |
| Odznaczenia Ministerstwa Obrony Narodowej   | |
| Baretka                                     | Nazwa |
|                                             | Odznaka Honorowa Rumuńskich Sił Zbrojnych (odmiana pokojowa)                                                                   |
|                                             | Odznaka Honorowa Rumuńskich Sił Zbrojnych (odmiana wojenna)                                                                    |
|                                             | Odznaka Honorowa Sztabu Generalnego / Odznaka Honorowa Sztabu Obrony                                                           |
|                                             | Odznaka Honorowa Departamentu Polityki Obronnej, Planowania i Stosunków Międzynarodowych                                       |
|                                             | Odznaka Honorowa Generalnej Dyrekcji Uzbrojenia                                                                                |
|                                             | Odznaka Honorowa Departamentu ds. relacji z Parlamentem i jakości życia personelu                                              |
|                                             | Odznaka Honorowa Wywiadu Obrony                                                                                                |
|                                             | Odznaka Honorowa Sekretariatu Generalnego                                                                                      |
|                                             | Odznaka Honorowa Zasobów Ludzkich                                                                                              |
|                                             | Odznaka Honorowa Finansów Wojskowych                                                                                           |
|                                             | Odznaka Honorowa Dyrekcji ds. Zapobiegania i Dochodzeń dot. Korupcji i Nadużyć Finansowych                                     |
|                                             | Odznaka Honorowa Wojskowego Dziennikarstwa i Public Relations                                                                  |
|                                             | Odznaka Honorowa Organu Kontroli i Inspekcji                                                                                   |
|                                             | Odznaka Honorowa Sprawiedliwości Wojskowej                                                                                     |
|                                             | Odznaka Honorowa Dyrekcji Domen i Infrastruktury                                                                               |
|                                             | Odznaka Honorowa Audytu Wewnętrznego                                                                                           |
|                                             | Odznaka Honorowa Dyrekcji Sądów Wojskowych                                                                                     |
|                                             | Odznaka Honorowa Medycyny Wojskowej                                                                                            |
|                                             | Odznaka Honorowa Emerytur Wojskowych                                                                                           |
|                                             | Odznaka Honorowa Wojsk Lądowych                                                                                                |
|                                             | Odznaka Honorowa Sił Powietrznych                                                                                              |
|                                             | Odznaka Honorowa Marynarki Wojennej                                                                                            |
|                                             | Odznaka Honorowa Dowództwa Połączonych Sił                                                                                     |
|                                             | Odznaka Honorowa Logistyki |
|                                             | Odznaka Honorowa Łączności i Informatyki                                                                                       |
|                                             | Odznaka Honorowa Sił Operacji Specjalnych                                                                                      |
|                                             | Odznaka Honorowa Dowództwa Obrony Cybernetycznej                                                                               |
|                                             | Odznaka Honorowa Archiwów Wojskowych                                                                                           |
|                                             | Odznaka Honorowa Jeńca Wojennego                                                                                               |
|                                             | Odznaka Zasługi „W Służbie Rumuńskich Sił Zbrojnych” I Klasy                                                                   |
|                                             | Odznaka Zasługi „W Służbie Rumuńskich Sił Zbrojnych” II Klasy                                                                  |
|                                             | Odznaka Zasługi „W Służbie Rumuńskich Sił Zbrojnych” III Klasy                                                                 |
|                                             | Odznaka Zasługi „W Służbie Pokoju” I Klasy                                                                                     |
|                                             | Odznaka Zasługi „W Służbie Pokoju” II Klasy                                                                                    |
|                                             | Odznaka Zasługi „W Służbie Pokoju” III Klasy                                                                                   |
|                                             | Odznaka Zasługi „Działania Humanitarne” I Klasy                                                                                |
|                                             | Odznaka Zasługi „Działania Humanitarne” II Klasy                                                                               |
|                                             | Odznaka Zasługi „Działania Humanitarne” III Klasy                                                                              |
|                                             | Odznaka Zasługi „Nauka Wojskowa” I Klasy                                                                                       |
|                                             | Odznaka Zasługi „Nauka Wojskowa” II Klasy                                                                                      |
|                                             | Odznaka Zasługi „Nauka Wojskowa” III Klasy                                                                                     |
|                                             | Odznaka Zasługi „Rezerwa Rumuńskich Sił Zbrojnych” I Klasy                                                                     |
|                                             | Odznaka Zasługi „Rezerwa Rumuńskich Sił Zbrojnych” II Klasy                                                                    |
|                                             | Odznaka Zasługi „Rezerwa Rumuńskich Sił Zbrojnych” III Klasy                                                                   |
|                                             | Odznaka Zasługi „Partner Obronności” I Klasy                                                                                   |
|                                             | Odznaka Zasługi „Partner Obronności” II Klasy                                                                                  |
|                                             | Odznaka Zasługi „Partner Obronności” III Klasy                                                                                 |
|                                             | Odznaka Zasługi „Bohater Domu” I Klasy                                                                                         |
|                                             | Odznaka Zasługi „Bohater Domu” II Klasy                                                                                        |
|                                             | Odznaka Zasługi „Bohater Domu” III Klasy                                                                                       |
| Odznaczenia Ministerstwa Spraw Wewnętrznych | |
| Baretka                                     | Nazwa |
|                                             | Odznaka honorowa Departamentu ds. Sytuacji Nadzwyczajnych                                                                      |
| Komunizm (1947–1989)                        | |
| Baretka                                     | Nazwa |
|                                             | Order Gwiazdy RRL (SRR) I Klasy                                                                                                |
|                                             | Order Gwiazdy RRL (SRR) II Klasy                                                                                               |
|                                             | Order Gwiazdy RRL (SRR) III Klasy                                                                                              |
|                                             | Order Gwiazdy RRL (SRR) IV Klasy                                                                                               |
|                                             | Order Gwiazdy RRL (SRR) V Klasy                                                                                                |
|                                             | Order „Zwycięstwo Socjalizmu”                                                                                                  |
| met. zawieszka                              | Order Matki-Bohaterki |
|                                             | Order 23 sierpnia I Klasy |
|                                             | Order 23 sierpnia II Klasy |
|                                             | Order 23 sierpnia III Klasy |
|                                             | Order 23 sierpnia IV Klasy |
|                                             | Order 23 sierpnia V Klasy |
|                                             | Order Tudora Vladimirescu I Klasy                                                                                              |
|                                             | Order Tudora Vladimirescu II Klasy                                                                                             |
|                                             | Order Tudora Vladimirescu III Klasy                                                                                            |
|                                             | Order Tudora Vladimirescu IV Klasy                                                                                             |
|                                             | Order Tudora Vladimirescu V Klasy                                                                                              |
|                                             | Medal Tudora Vladimirescu I Klasy                                                                                              |
|                                             | Medal Tudora Vladimirescu II Klasy                                                                                             |
|                                             | Order Obrony Ojczyzny I Klasy                                                                                                  |
|                                             | Order Obrony Ojczyzny II Klasy                                                                                                 |
|                                             | Order Obrony Ojczyzny III Klasy                                                                                                |
|                                             | Order Pracy I Klasy |
|                                             | Order Pracy II Klasy |
|                                             | Order Pracy III Klasy |
|                                             | Medal Pracy |
|                                             | Order za Osiągnięcia Naukowe I Klasy                                                                                           |
|                                             | Order za Osiągnięcia Naukowe II Klasy                                                                                          |
|                                             | Order za Osiągnięcia Naukowe III Klasy                                                                                         |
|                                             | Medal Orderu za Osiągnięcia Naukowe                                                                                            |
| w przygot.                                  | Order Zasługi Rolniczej |
|                                             | Order Zasługi Kulturalnej I Klasy                                                                                              |
|                                             | Order Zasługi Kulturalnej II Klasy                                                                                             |
|                                             | Order Zasługi Kulturalnej III Klasy                                                                                            |
|                                             | Order Zasługi Kulturalnej IV Klasy                                                                                             |
|                                             | Order Zasługi Kulturalnej V Klasy                                                                                              |
|                                             | Medal Zasługi Kulturalnej I Klasy                                                                                              |
|                                             | Medal Zasługi Kulturalnej II Klasy                                                                                             |
|                                             | Order Zasługi Medycznej I Klasy                                                                                                |
|                                             | Order Zasługi Medycznej II Klasy                                                                                               |
|                                             | Order Zasługi Medycznej III Klasy                                                                                              |
|                                             | Medal Zasługi Medycznej |
|                                             | Order Zasługi Sportowej I Klasy                                                                                                |
|                                             | Order Zasługi Sportowej II Klasy                                                                                               |
|                                             | Order Zasługi Sportowej II Klasy                                                                                               |
|                                             | Medal Zasługi Sportowej I Klasy                                                                                                |
|                                             | Medal Zasługi Sportowej II Klasy                                                                                               |
|                                             | Order Zasługi Wojskowej I Klasy                                                                                                |
|                                             | Order Zasługi Wojskowej II Klasy                                                                                               |
|                                             | Order Zasługi Wojskowej III Klasy                                                                                              |
|                                             | Medal Zasługi Wojskowej I Klasy                                                                                                |
|                                             | Medal Zasługi Wojskowej II Klasy                                                                                               |
|                                             | Order za Wybitne Osiągnięcia dla Obrony Ładu Społecznego i Państwa I Klasy – wz. 1968                                          |
|                                             | Order za Wybitne Osiągnięcia dla Obrony Ładu Społecznego i Państwa II Klasy – wz. 1968                                         |
|                                             | Order za Wybitne Osiągnięcia dla Obrony Ładu Społecznego i Państwa III Klasy – wz. 1968                                        |
|                                             | Order za Wybitne Osiągnięcia dla Obrony Ładu Społecznego i Państwa I Klasy – wz. 1958                                          |
|                                             | Order za Wybitne Osiągnięcia dla Obrony Ładu Społecznego i Państwa II Klasy – wz. 1958                                         |
|                                             | Order za Wybitne Osiągnięcia dla Obrony Ładu Społecznego i Państwa III Klasy – wz. 1958                                        |
| Monarchia (1864–1947)                       | |
| Baretka                                     | Nazwa |
|                                             | Order Karola I |
|                                             | Order Michała Walecznego – wz. do 1947                                                                                         |
|                                             | Order Ferdynanda I |
|                                             | Krzyż Wielki Orderu Gwiazdy Rumunii (1877–1932)                                                                                |
|                                             | Wielki Oficer Orderu Gwiazdy Rumunii (1877–1932)                                                                               |
|                                             | Komandor Orderu Gwiazdy Rumunii (1877–1932)                                                                                    |
|                                             | Oficer Orderu Gwiazdy Rumunii (1877–1932)                                                                                      |
|                                             | Kawaler Orderu Gwiazdy Rumunii (1877–1932)                                                                                     |
|                                             | Krzyż Wielki Orderu Gwiazdy Rumunii (1932–1947)                                                                                |
|                                             | Wielki Oficer Orderu Gwiazdy Rumunii (1932–1947)                                                                               |
|                                             | Komandor Orderu Gwiazdy Rumunii (1932–1947)                                                                                    |
|                                             | Oficer Orderu Gwiazdy Rumunii (1932–1947)                                                                                      |
|                                             | Kawaler Orderu Gwiazdy Rumunii (1932–1947)                                                                                     |
|                                             | Krzyż Wielki Orderu Gwiazdy Rumunii (wojenny, 1938–1947)                                                                       |
|                                             | Wielki Oficer Orderu Gwiazdy Rumunii (wojenny, 1938–1947)                                                                      |
|                                             | Komandor Orderu Gwiazdy Rumunii (wojenny, 1938–1947)                                                                           |
|                                             | Oficer Orderu Gwiazdy Rumunii (wojenny, 1938–1947)                                                                             |
|                                             | Kawaler Orderu Gwiazdy Rumunii (wojenny, 1938–1947)                                                                            |
|                                             | Komandor Orderu Gwiazdy Rumunii za „Męstwo Wojskowe” (I i II WŚ)                                                               |
|                                             | Oficer Orderu Gwiazdy Rumunii za „Męstwo Wojskowe” (I i II WŚ)                                                                 |
|                                             | Kawaler Orderu Gwiazdy Rumunii za „Męstwo Wojskowe” (I i II WŚ)                                                                |
|                                             | Komandor Orderu Gwiazdy Rumunii za „Męstwo Wojskowe” z mieczami (1941–1945)                                                    |
|                                             | Oficer Orderu Gwiazdy Rumunii za „Męstwo Wojskowe” z mieczami (1941–1945)                                                      |
|                                             | Kawaler Orderu Gwiazdy Rumunii za „Męstwo Wojskowe” z mieczami (1941–1945)                                                     |
|                                             | Krzyż Wielki Orderu Korony Rumunii (1881–1932, order domowy)                                                                   |
|                                             | Wielki Oficer Orderu Korony Rumunii (1881–1932, order domowy)                                                                  |
|                                             | Komandor Orderu Korony Rumunii (1881–1932, order domowy)                                                                       |
|                                             | Oficer Orderu Korony Rumunii (1881–1932, order domowy)                                                                         |
|                                             | Kawaler Orderu Korony Rumunii (1881–1932, order domowy)                                                                        |
|                                             | Krzyż Wielki Orderu Korony Rumunii (1932–1947)                                                                                 |
|                                             | Wielki Oficer Orderu Korony Rumunii (1932–1947)                                                                                |
|                                             | Komandor Orderu Korony Rumunii (1932–1947)                                                                                     |
|                                             | Oficer Orderu Korony Rumunii (1932–1947)                                                                                       |
|                                             | Kawaler Orderu Korony Rumunii (1932–1947)                                                                                      |
|                                             | Krzyż Wielki Orderu Korony Rumunii (wojenny, 1938–1947)                                                                        |
|                                             | Wielki Oficer Orderu Korony Rumunii (wojenny, 1938–1947)                                                                       |
|                                             | Komandor Orderu Korony Rumunii (wojenny, 1938–1947)                                                                            |
|                                             | Oficer Orderu Korony Rumunii (wojenny, 1938–1947)                                                                              |
|                                             | Kawaler Orderu Korony Rumunii (wojenny, 1938–1947)                                                                             |
|                                             | Komandor Orderu Korony Rumunii za „Męstwo Wojskowe” (I i II WŚ)                                                                |
|                                             | Oficer Orderu Korony Rumunii za „Męstwo Wojskowe” (I i II WŚ)                                                                  |
|                                             | Kawaler Orderu Korony Rumunii za „Męstwo Wojskowe” (I i II WŚ)                                                                 |
|                                             | Komandor Orderu Korony Rumunii za „Męstwo Wojskowe” z mieczami (1941–1945)                                                     |
|                                             | Oficer Orderu Korony Rumunii za „Męstwo Wojskowe” z mieczami (1941–1945)                                                       |
|                                             | Kawaler Orderu Korony Rumunii za „Męstwo Wojskowe” z mieczami (1941–1945)                                                      |
|                                             | Order Bene Merenti Domu Panującego                                                                                             |
|                                             | Krzyż Pamiątkowy Elżbiety |
|                                             | Order Zasługi – lata 30. XX w.                                                                                                 |
|                                             | Order Zasługi – lata 30. XX w. (wstążka dekoracji dokonanej osobiście przez króla)                                             |
|                                             | Krzyż Przejścia Dunaju 1877 – wz. I wojskowy                                                                                   |
|                                             | Krzyż Przejścia Dunaju 1877 – wz. II wojskowy                                                                                  |
|                                             | Krzyż Przejścia Dunaju 1877 – wz. cywilny                                                                                      |
|                                             | Medal Obrońców Niepodległości 1878                                                                                             |
|                                             | Medal Pamiątkowy Wojny Rosyjsko-Rumuńskiej 1877-1878                                                                           |
|                                             | Medal Wysiłku Kraju 1913 |
|                                             | Krzyż Pamiątkowy Wojny 1916–1918                                                                                               |
|                                             | Medal Zwycięstwa 1919 |
|                                             | Medal Jubileuszowy Karola I 1906                                                                                               |
|                                             | Medal Krucjaty przeciwko Komunizmowi 1942                                                                                      |
|                                             | Odznaka honorowa „Orzeł Rumuński” 1933                                                                                         |